# HC Kometa Brno
HC Kometa Brno je  češki hokejski klub iz Brna ustanovljen leta 1953. Osvojil je 12 naslovov češkoslovaškega in češkega prvaka, tri Evropske pokale in eden Spenglerjev pokal.

## Lovorike
- Češkoslovaška liga/Češka liga 12 naslovov): 1955, 1956, 1957, 1958, 1959, 1960, 1961, 1962, 1963, 1964, 1965, 2017
- Evropski pokal (3 naslova): 1966, 1967, 1968
- Spenglerjev pokal (1 naslov): 1955

## Znameniti igralci
| - Vlastimil Bubník - František Ševčík - Josef Černý |  | - Vladimír Dzurilla - Jaroslav Jiřík - Richard Farda |  | - Vladimír Nadrchal - Oldřich Machač - Vladimír Bouzek |  | - Augustin Bubník - Sami Kapanen - Rudolf Potsch - Jiří Dopita - Zdenek Šperger - Leo Gudas - Vladimír Bouzek |